# Lesotski loti
Lesotski loti, ISO 4217: LSL je službeno sredstvo plaćanja u Lesotu. Označava se simbolom L (jednina) ili M (množina), a dijeli se na 100 senta.

Lesotski loti je uveden 1980. godine, kada je uveden u optjecaj paralelno s južnoafričkim random.

Južnoafrički rand je i dalje platežno sredstvo u Lesotu, te je loti vezan uz rand u omjeru 1:1. Lesoto s Južnoafričkom Republikom i Esvatinijem, čini Zajednički monetarni savez.

Množina od "sente" i "loti" je "lisente" i "maloti"

U optjecaju su kovanice od 1, 2, 5, 10, 20, 50 lisente, te 1, 2, 5 maloti i novčanice od 10, 20, 50, 100, 200 maloti.